# Jean Vernette
Jean Vernette (Port-Vendres, Pirineos Orientales, 26 de febrero de 1929 - 16 de septiembre de 2002), fue un sacerdote francés y vicario general de la diócesis de Montauban. Fue considerado un especialista por la Iglesia católica.

## Biografía
Vernette nació en la localidad francesa Port-Vendres, el 26 de febrero de 1929. Estudió filosofía y derecho canónico, también obtuvo un doctorado en teología. En 1973, fue nombrado secretario nacional del episcopado francés para el estudio de los cultos y los nuevos movimientos religiosos. Publicó varios libros sobre cultos, nuevas terapias y temas relacionados. En su libro de 1989, Le Nouvel Age, Vernette criticó el movimiento Nueva Era, que describió como un movimiento anglosajón que comenzaba a invadir Francia. Se preguntaba si representaba la venida del Anticristo, una conspiración judía o un proyecto para un gobierno global. También resaltó su paralelismo con el nazismo y dijo que los cristianos deberían discernir hacia él. Vernette se pronunció en contra del informe de 1996 de la Comisión Parlamentaria sobre Cultos en Francia y en contra de la ley About-Picard (en 2001), debido a lo que vio como un posible ataque "anti-culto" a la Iglesia Católica. En 2000, el Senado francés lo consultó sobre lo oportuno de una ley que fortaleciera la prevención y represión de los cultos.
El Papa Juan Pablo II le confiere el título de Prelado de honor de Su Santidad el 22 de agosto de 1990.

## Principales obras
- Dictionnaire des groupes religieux aujourd'hui, avec Claire Moncelon, Presses universitaires de France, 2001
- La réincarnation, Collection «Que sais-je?», n° 3002, Presses universitaires de France, París 1995.
- L'athéisme, París, Presses universitaires de France, coll. «Que sais-je?», n° 1291, 1998, (ISBN 2-13-049301-7)
- Le New Age, París, Presses universitaires de France, coll. "Que sais-je ?", 1992
- Les sectes, París, Presses universitaires de France, coll. «Que sais-je?», n° 2519, 1990
- Le Nouvel Âge. À l'aube de l'Ere du Verseau. Pierre Tequi, París, 1990.
- L'Église catholique et les sectes, éditions du Cerf
- Réincarnation résurrection. Communiquer avec l'au-delà, Les mystères de la vie après la vie, Mulhouse, éd. Salvator, 1988, 188p.
- Jésus dans la nouvelle religiosité, Desclée, collection « Jésus et Jésus-Christ » dirigée par J. Doré, n°29, París, 1987.
- Occultisme, envoûtement, magie, Salvator, Mulhouse, 1986.
- Les sectes et l'Église catholique. Le Document romain, Cerf, París, 1986.
- Les sectes, l'occulte et l'étrange (6 albums B.D.), éditions du Bosquet, Salon-de-Provence, 1985.
- Guide de l'animateur chrétien, Droguet et Ardant, Limoges, 1983, en collaboration avec A. Marchadour.
- Au pays du nouveau sacré. Voyage à l'intérieur de la jeune génération, Centurion, París, 1981.
- Guide des religions (collaboration), éditions du Dauphin, París, 1981.
- Des chercheurs de Dieu hors-frontières, Desclée de Brouwer, París 1979.
- Croire en dialogue. Chrétiens devant les religions, les Églises, les sectes, Droguet et Ardant, Limoges, 1979, en collaboration avec René Girault.
- Sectes et réveil religieux. Quand l'occident s'éveille, Salvator, Mulhouse, 1976.
- Seront-ils chrétiens ? Perspectives catéchuménales, Chalet, Lyon, 1975, en collaboration avec Henri Bourgeois.
- Pour les adolescents d'aujourd'hui : des Temps-forts, Sénevé, París, 1970.
- La méthode catéchétique de Théodore de Mopsueste, Université grégorienne, Rome, 1954.